# Axiothella obockensis
Axiothella obockensis är en ringmaskart som först beskrevs av Gravier 1905.  Axiothella obockensis ingår i släktet Axiothella och familjen Maldanidae.
Artens utbredningsområde är Röda havet. Inga underarter finns listade i Catalogue of Life.